# Luigi Battistelli
Luigi Battistelli (Bologna, 21 gennaio 1893 – Barcellona, 21 giugno 1937) è stato un avvocato e partigiano italiano.

## Biografia
Battezzato Luigi Battistelli ma conosciuto come Libero Battistelli, da giovane aderisce alle idee repubblicane e federaliste, milita nel Partito Repubblicano Italiano (PRI), ed è un ammiratore del sindacalista Giuseppe Massarenti. Si inscrive alla facoltà di giurisprudenza dell'università di Bologna nel 1915 e si laurea nel 1919 con una tesi intitolata "I lasciti per l'anima e per le opere di culto" (6.11.1919). Insieme con Mario Bergamo difende i lavoratori agricoli di Molinella, il paese di sua moglie Enrica Zuccari.
Nel 1927 un gruppo di fascisti distrugge il suo ufficio in Bologna, e Battistelli espatria con la moglie a Rio de Janeiro. In Brasile lavora come giornalista per periodici antifascisti, diviene amico della coppia di anarchisti Nello Garavini e Emma Neri. Milita nella Lega antifascista e la Lega italiana dei diritti dell'uomo (LIDU). Con Carlo Rosselli è membro del comitato centrale di Giustizia e Libertà e scrive degli articoli nel periodico omonimo.   anche per la rivista di Luigi Fabbri Studi sociali, pubblicata in Montevideo e Buenos Aires) e per Problemi della rivoluzione italiana. A partire dal 1929 inizia una corrispondenza con Camillo Berneri.
Dopo il colpo di stato nazionalista in Spagna del 18 luglio 1936 Libero e sua moglie decidono di raggiungere i Repubblicani. S'imbarcano per Londra sulla nave inglese Delambre e poi arrivano in Spagna in settembre 1936. Si arruola nella sezione italiana della colonna Ascaso del battaglione I della Brigata Garibaldi, e scrive per il periodico anarchista Guerra di classe edito da Camillo Berneri in Barcellona. Collabora anche con Pensieri e battaglie. Comanda nel novembre 1936 una batteria di artiglieria durante l'offensiva contro Almudévar.
Il 16 giugno 1937 è gravemente ferito da una mitragliatrice durante un assalto contro delle posizioni falangiste nella zona di Huesca. Muore nell'ospedale generale di Barcellona dopo sei giorni.
Una strada di Bologna è stata chiamata "Via Libero Battistelli".

## Opere
- I fuori classe, 1931
- Inconvenienti di segnare il passo, 1932
- Appunti sui problemi dell'azione, 1933
- La reazione in marcia, 1934